# 러시아 음악

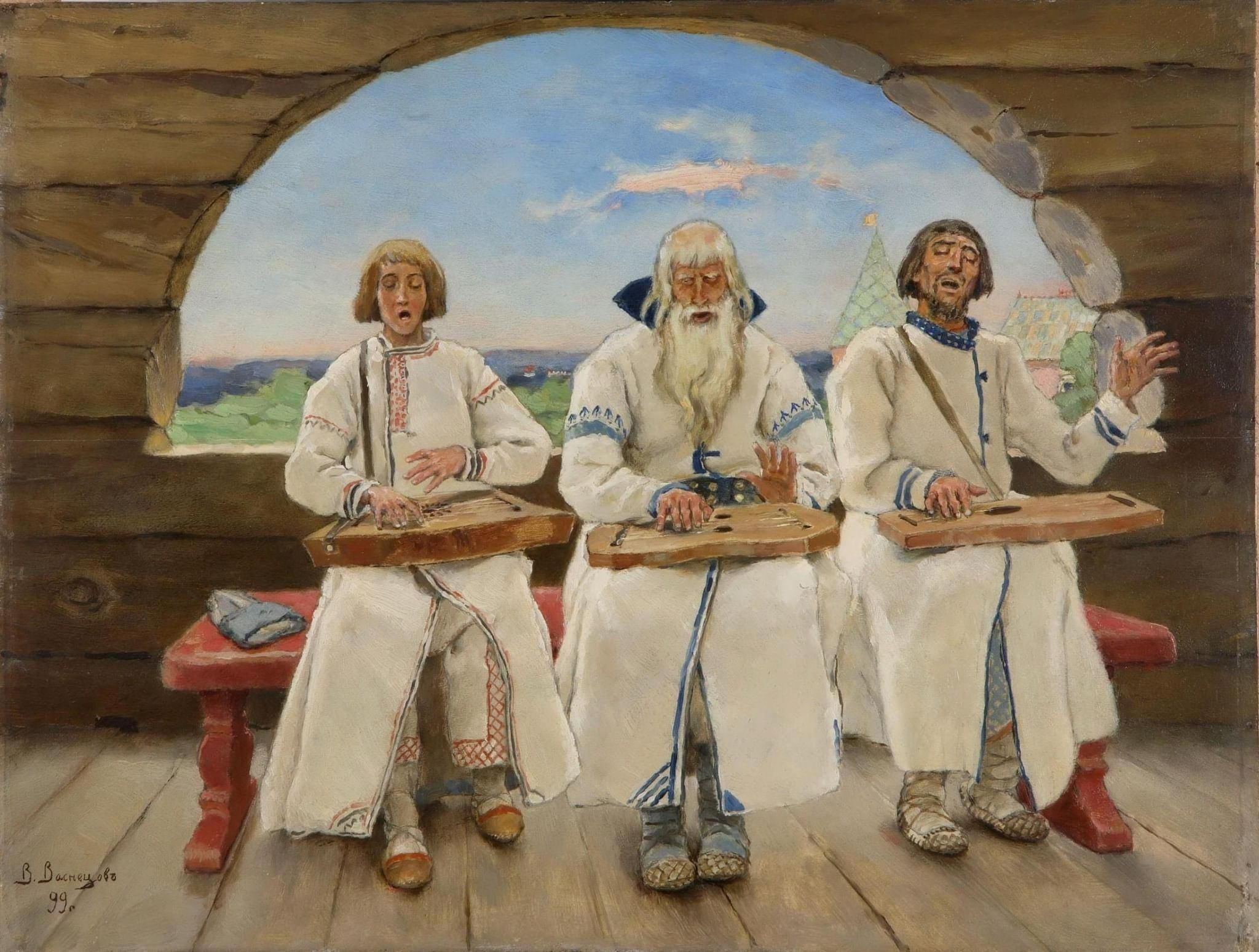

러시아 음악은 러시아나 러시아인이 만든 음악과 러시아 연방에 거주했던 소수 민족이나 러시인 전통 민속을 포함한 여러 민족 사이에서 발달해 온 음악이다.

## 역사

### 9세기 ~ 10세기
크냐즈라는 하나의 공국으로 나뉘어 존재했다. 10세기말 정교회로부터 희랍정교를 받아들이며 비잔틴문화의 영향을 받았다.

### 노브고로드 시대
농민반란이나 전쟁에 관련된 노래가 퍼졌다.
13세기에서 14세기를 노브고로드 시대로 부른다.

### 모스크바 시대
모스크바가 정치와 문화의 중심지로서 하나의 통일된 국가로서 음악이 시작되었다.
유라시아에 걸쳐 여러국가들과 교류를 하였다.

### 15세기말 이후 과도기
도시문화와 전문 음악인 시대를 넘어 서방에 영향을 받은 음악인들과 음악이 나오는 시기이며 또한 낭만주의에서 현대음악으로 넘어가는 시기를 통틀어 이르는 명칭이다.

### 1917 볼셰비키 혁명 이후
1917년 볼셰비키 혁명 이후 첫 해는 당시의 혁명 정신에서 영감을 얻은 아방가르드와 음악 실험의 시기였다.  초기 1920년대, 러시아 내전 동안 음악은 노동자나 근로자를 지향하는 스타일이나 테마의 음악이였다. 많은 음악가들이 참여하여 아마추어 밴드와 합창단이 확산되었다. 1923년에는 소련 음악가 연합(Contemporary Music Association)이 형성된다.